# Eoconodon
Eoconodon és un gènere extint de mesonic triisodòntid que visqué durant el Danià a Nord-amèrica.